# Norra Fröagylet
Norra Fröagylet är en sjö i Alvesta kommun i Småland och ingår i Mörrumsåns huvudavrinningsområde.